# Højskole 1994
Højskole 1994 er en dansk dokumentarfilm fra 1994 med instruktion og manuskript af Annette Riisager.

## Handling
Hvad kan højskolen byde på i dag - 1994? Er den en slags 4. g, en fortsættelse af gymnasiets trygge beskyttende miljø, eller er den et sted for debatten og indsigten for mennesker med en vis livserfaring? Begge dele viser denne film, som også dokumenterer højskolens blanding af tradition og fornyelse med undervisning i livsanskuelse som det centrale. Filmen lader en række af de unge elever selv fortælle og bliver dermed også et portræt af en generation.